# Martin Maaßen
Martin Maaßen (* 6. Februar 1934 in Apolda) ist ein ehemaliger deutscher Politiker (LDPD) und Abgeordneter der Volkskammer der DDR.

## Leben
Nach dem Abitur studierte Maaßen von 1952 bis 1956 Wirtschaftswissenschaften an den Universitäten Leipzig und Halle. Sein Studium schloss er 1956 als Diplom-Wirtschaftler in der Fachrichtung Finanzwirtschaft ab. In diesem Bereich war er fortan beruflich tätig. Ab 1982 war er Stellvertreter des Ministers der Finanzen der DDR für Steuern und Abgaben. In dieser Funktion war er für die Verfolgung von privaten Antiquitätenhändlern und Sammlern in der DDR mitverantwortlich.
Im Jahr 1956 trat Maaßen in die Liberal-Demokratische Partei Deutschlands ein und hatte dort in den folgenden Jahrzehnten verschiedene Funktionen inne. So war er unter anderem stellvertretender Vorsitzender des Bezirksverbandes Erfurt und bis 1989 Mitglied des LDPD-Zentralvorstandes. Von 1976 bis 1981 vertrat er die LDPD als Abgeordneter in der Volkskammer der DDR.
Ab dem 2. Mai 1990 war Maaßen in der Regierung de Maizière Staatssekretär im Ministerium der Finanzen.